# 833
Cette page concerne l'année 833  du calendrier julien.
L'année 833 est une année commune qui commence un mercredi.

## Événements

### Proche-Orient
- Avril : début de la Mihna (« l'épreuve »), persécution contre les érudits qui n'adhèrent pas au mutazilisme, doctrine officielle du califat depuis 827[1] (fin en 848).
- 9 ou 10 août : mort d'Al-Ma’mūn à Tarse[2], alors qu'il s'apprête à attaquer les territoires byzantins[1]. Début du règne de son frère Al-Mutasim, calife abbasside de Bagdad (fin en 842). Il recrute pour la première fois massivement des mercenaires turcs (ghulam)[3].

### Europe
- 15 mai : Nominoë, chef breton du Vannetais est désigné comme gouvernant de toute la Bretagne sur le cartulaire de Redon. Il est missus imperatoris de Louis le Pieux (18 juin 844) et ducatus ipsius gentis des Bretons (819). Il reste fidèle à l'empereur alors que Lambert de Nantes prend le parti de Lothaire[4].
- 23 - 24 juin : au Rothfeld, lieu de bataille rebaptisé « Champ du Mensonge » (Lügenfeld) entre Colmar et Sigolsheim, Louis le Pieux est trahi par ses fils Louis le Germanique, Pépin d'Aquitaine et Lothaire, qui est reconnu empereur. Le pape Grégoire IV, venu avec Lothaire, tente en vain d'arbitrer la querelle sur place.
- 29 - 30 juin : abandonné par ses troupes, l’empereur Louis le Pieux doit se constituer prisonnier[5]. Il est déposé par ses trois fils ainés qui se partagent l'empire, enfermé quelques semaines durant dans la villa royale de Marlenheim puis transféré à Soissons. L'impératrice Judith de Bavière est exilée à Tortona, en Italie (833-834), tandis que le jeune Charles est enfermé au monastère de Prüm[6]..
- 10 juillet : échec d'une tentative des Sarrasins contre Malte[7].
- 1er octobre : ouverture de l'assemblée de Compiègne, présidée par Ebon de Reims et Lothaire. Louis le Pieux est jugé, condamné et déposé à nouveau, en son absence. Lothaire, seul empereur reçoit le serment de fidélité des Grands[6].
- 7 octobre : premier diplôme souscrit par Lothaire seul. jusqu'au 15 mai 834, il n'y a plus de diplômes de Louis le Pieux[5].
- 11 novembre[6] (ou le 7 octobre)[5] : Louis le Pieux fait pénitence publique à l'église du monastère Saint-Médard de Soissons et se retire en laissant l’empire à Lothaire (fin en 835).
- Décembre : brouille entre Lothaire et son frère Louis le Germanique lors d'un colloque à Mayence au sujet de la détention de Louis le Débonnaire. Louis envoie son oncle Hugues l'Abbé auprès de Pépin en ambassade en Aquitaine[8].

- Expédition des Vikings en Flandre et en Frise[9].
- Création du royaume de Grande-Moravie après l'annexion de la principauté de Nitra par Mojmír Ier[10]. Pribina, chassé de Nitra, installe une principauté vassale de l'empire carolingien en Pannonie dans les environs du lac Balaton (vers 839-840)[11].
- Des ingénieurs byzantins construisent la forteresse Khazar de Sarkel sur le Don. Chersonèse devient la capitale d'un thème de l'empire byzantin[12].

## Décès en 833
- 10 août : Al-Ma’mūn, calife abbasside de Bagdad, à Tarse.